# Tarzan and the Trappers
Tarzan and the Trappers è un film del 1958 diretto da Charles F. Haas, Sandy Howard e H. Bruce Humberstone.
Il soggetto è liberamente ispirato al personaggio del famoso romanzo d'avventura Tarzan delle Scimmie di Edgar Rice Burroughs del 1912. Il film è il terzo dei sei della saga di Tarzan interpretati dall'attore Gordon Scott.

## Trama
La storia è simile a quella di un film precedente della serie. Un gruppo di cacciatori giunge in Africa per uccidere e catturare degli animali e Tarzan riesce a salvarne solo pochi, tra cui un piccolo elefante. Quando i rapitori catturano pure Cheeta, la sua amica scimmia, Tarzan parte con Jane al loro inseguimento che terminerà in una città perduta.
Nel tentativo di liberare la sua amica, Tarzan viene fatto prigioniero, ma in breve tempo liberato da una sua amica ammiratrice: Tyana.

## Titolarità ad essere considerato film della serie
Il film è il "collazionamento" di tre episodi pilota di una serie TV (realizzati per essere mandati in visione a ciascuno dei tre maggiori network statunitensi), girati con Gordon Scott subito dopo il primo film della serie Tarzan della "Sol Lesser Productions", serie mai realizzata.
Il film in questione ha avuto la sua prima rappresentazione televisiva solo nel 1966, questo a causa del fatto che per lungo tempo non fu facile stabilire a chi fossero da attribuire i diritti della serie TV non realizzata, e successivamente è stato edito in VHS e quindi distribuito negli altri paesi, tra cui l'Italia. Pertanto esso, nonostante alcuni dizionari di cinema (tra i quali il Mereghetti) non lo considerino tra quelli interpretati da Gordon Scott (che così sarebbero cinque film e non sei), deve invece a tutti gli effetti da considerarsi un film della serie, in quanto lungometraggio realizzato con materiale inedito che ha avuto una distribuzione sia come film TV che direct-to-video.